# محاکمه و دفاعیات خسرو پرویز
در کتب ایرانی و عربی در مورد بازپرسی و محاکمهٔ انقلابی خسرو پرویز (در سال ۶۲۸ میلادی) به تفصیل سخن رفته‌است. اصل نامه به زبان پهلوی در دست نیست، ولی اقتباس‌هایی از ترجمهٔ عربی آن در کتاب‌های عربی و فارسی نقل شده‌است. مفصل‌ترین تحریر این نامه در شاهنامه، تاریخ طبری و تاریخ بلعمی آمده‌است.

## دربارهٔ اتهام‌ها و دفاعیه
در شاهنامه، شیرویه پسر خسرو پرویز، هفت اتهام بر پدر وارد کرده‌است. در تاریخ طبری، هشت اتهام ذکر شده‌است، ولی در تاریخ بلعمی، تعداد اتهامات به نه می‌رسد. از گفتهٔ فردوسی بر می‌آید که خسرو پرویز این سخنان را به صورت پیام شفاهی بیان داشته و بعد آن را به صورت مکتوب درآورده‌اند. علاوه بر پاسخ به اتهامات مطرح شده، نامهٔ خسرو پرویز متضمن نصایحی به فرزند خود دربارهٔ چگونگی امور کشور است و باید آن‌ها را از نوع اندرزهای سیاسی به‌شمار آورد.
صورت استنطاق را بزرگ دبیران دربار، به خسرو داد و پاسخ مفصلی از جانب او، به شیرویه آورد. جواب‌های شاه مخلوع، گرچه غرورآمیز بود ولی با مهارت از خود دفاع کرده، پسر را مورد ملامت قرار داده‌بود که خیانت کرده و حتی از معنی سؤال‌های خود نیز آگاه نیست. در این که چنین مکاتبه‌ای صورت گرفته باشد، جای تردید است. نلدکه اعتقاد دارد که این محاکمه و گفتگو، چندی بعد از قتل خسرو، توسط یکی از رجالی که کاملاً در قضایا وارد بوده، و می‌خواسته از خسرو دفاع کند، نوشته شده‌است.
آرتور کریستین سن، ایرانشناس برجستهٔ دانمارکی و نویسندهٔ کتاب ایران در زمان ساسانیان، این روایت و استنطاق پادشاه مخلوع را، کاملاً صحیح دانسته‌است.
عبدالحسین زرین کوب در کتاب تاریخ مردم ایران می‌نویسد، هر چند که دفاعیات خسرو پرویز استادانه است ولی آنچه این دفاع استادانه را که لحن غرورآمیزش از اصالت نسبی آن حاکی است، رد کردنی می‌ساخت، واقعیت انحطاط و سقوط بارزی بود که مقارن این احوال، تمام دودمان خسرو را به‌طور غم‌انگیزی تهدید می‌کرد. درست است که وی در طی سلطنت طولانی خود خزانه‌ای را که هنگام جلوس وی خالی بود، آگنده بود اما در عوض کشور را با جنگ‌های طولانی و مالیات‌های سنگین خویش، به ویرانی، کم خونی، و افلاس قطعی کشانیده‌بود. به‌علاوه تندخویی و سوءظن وی نه فقط ایران را از وجود مردانی که ممکن بود در هنگام بحران به درد کشور بخورند، محروم کرده بود بلکه خانوادهٔ ساسانی را هم از شاهزادگان لایق و کارآمد تهی ساخته بود.

### اهمیت تاریخی این دو نامه
اهمیت این دو نامه (نامه اول در واقع ادعانامه‌ای که سران و سرداران از زبان پسر خسرو که بر تخت نشسته نوشته‌اند و نامه دوم دفاع‌نامه که خسرو بدان جواب داده‌است) برای مطالعه در وضع درونی دولت و ملت ایران در آن دوران از چند لحاظ است. یکی از این لحاظ که این نوشته‌ها حکایت از رویدادی می‌کند که در تاریخ ایران بی‌سابقه و بی‌نظیر بوده‌است. آنچه در این باره بی‌سابقه بوده و برای نخستین‌بار در تاریخ این سرزمین روی داده، به داوری کشیدن و محکوم کردن شاهی است به کیفر اعمالی که در دوران سلطنت خود مرتکب شده، اعمالی که آن‌ها را کسانی که وی را به داوری کشیده‌اند، خلاف مصلحت ملک و ملت تشخیص داده‌اند. این امر است که در تاریخ ایران سابقه نداشته، و به قتل خسرو پرویز یا به تعبیر دیگر به اعدام او اهمیتی بیش از قتل شاهان دیگر داده، و بازتاب گسترده‌ای که این حادثه در تاریخ این دوران داشته و همان هم باعث حفظ این نامه شده‌است نیز از همین امر سرچشمه می‌گیرد.
و دیگر از این لحاظ که غالب مطالبی که در این نامه‌ها مطرح شده از مسائل مهم جامعه ایرانی در آن دوران بوده، مسائلی که معمولاً در تاریخ‌های مدون به آن‌ها توجهی نشده، آن‌چنان‌که گویی چنان مسائلی وجود نداشته‌است. ولی طرح آن‌ها در این نامه که بازتابی از آن محاکمه است نشان می‌دهد که چنان مسائلی نه تنها در جامعه ایران وجود داشته، بلکه تا حدودی شناخته شده هم بوده‌اند، و فرزانگان آن جامعه هم از آن‌ها آگاه بوده، و از چاره‌اندیشی هم غافل نبوده‌اند
و دیگر از این لحاظ که طرح این مسائل در این نامه نشان‌دهنده تحولی در تفکر سیاسی و نگرش اجتماعی در ایران است که تاکنون در مطالعات تاریخی آن دوران مورد توجه قرار نگرفته.
در این نامه‌ها از شاه چهره‌ای دیده می‌شود که با همه اوصاف و القاب بزرگی که تاکنون داشته ناهمسان است. پیش‌آمدهای کشوری هم به‌گونه‌ای به میان آورده می‌شود که جدای از آیین‌های پیشین است. شاهی که کانون همه قدرت‌ها بوده و دارای فره ایزدی بود، اکنون در جایگاه فردی پاسخ‌گو قرار گرفته که باید برای همه اعمال و رفتاری که در دوران فرمانروایی خود داشته دلایل محکم بیاورد، و معیاری هم که اعمال او را با آن سنجیده می‌شود نیک‌اندیشی (:مصالح) ملک و ملت است نه منافع شاه و اطرافیانش، و این دگرگونی بنیادی در اندیشه سیاسی و اجتماعی ایرانیان در این دوران است.

### بازپرسی خسرو پرویز
شیرویه پسر خسرو پرویز در قتل پدر تردید داشت ولی بزرگان او را در این دو کار مخیر کردند که یا پدر را بکشد یا از تاج و تخت بگذرد. شیرویه در صدد دفع الوقت برآمد و پرسشنامه‌ای ترتیب داد.
مجموع اتهام‌هایی که در نسخه‌های موجود این نامه‌ها مطرح شده و از روایات مختلف در مآخذ مختلف استخراج گردیده در این چند تا خلاصه می‌شود:
نخست، تهمت قتل پدر.
دوم، جلوگیری از معاشرت فرزندان با مردم.
سوم، درشتی و بدرفتاری او با زندانیان.
چهارم، گردآوردن زنان بسیار در کاخ خود و بازداشتن ایشان از گرفتن شوی و زادن فرزند و بقا نسل.
پنجم، سختگیری بسیار در وصول خراج.
ششم، گرفتن مال مردم به زور و ستم.
هفتم، نگه‌داشتن سپاهیان در میدان‌های جنگ برای مدت‌های طولانی دور از زن و فرزند خویش.
هشتم، نپذیرفتن خواهش پادشاه روم برای پس فرستادن صلیب مسیح در حالی که نه او را و نه کشور او را نیازی به آن چوب بوده‌است.
نهم، ِ دستور کشتن سرداران و سپاهیانی که از جبهه جنگ برگشته بودند.
دهم، ِ کشتن نعمان پسر منذر پادشاه دست‌نشانده حیره.
یازدهم، ِ کشتن مردانشاه پادوسپان نیمروز.
دوازدهم، ِ قصد کشتن خسرو پسر شهریار یزدجرد.
سیزدهم، ِ برهم زدن آیینی که اردشیر بابکان نهاده بوده و نزد همه شاهان ساسانی پیوسته محترم بوده و عمل بدان واجب شمرده می‌شده.
بخاطر کارهای بی‌حسابی که در عالم کردی، ملک بر تو شوریده‌است و امروز به من می‌گویند، اگر تو او را نکشی ما اول تو را می‌کشیم و سپس پدرت را. اگر حجت و دفاعی داری بگو، تا من به ایشان بگویم تا از کشتن برهی.
فرستاده نزد خسرو پرویز رفت و پیغام شیرویه را به او داد.

### دفاعیات خسرو پرویز
خسرو پرویز به اتهامات اینگونه پاسخ داد:
نخست، آنکه داستان من و پدرم (هرمز چهارم) چنین نیست که تو گفتی. تو هنوز به دنیا نیامده‌بودی که میان من و پدرم جدایی افتاد، من هنوز به روم نرفته بودم و مادر تو مریم را بزنی نگرفته‌بودم. بهرام چوبین نزد پدرم به من تهمت زد و من از پدر گریختم و به آذربایجان رفتم و در آنجا به عبادت خدا مشغول شدم و من در تیسفون غایب بودم که پدرم را کور کردند و چون برگشتم، سلامتی و توان از پدرم رفته بود، اگر چنین نبود من هرگز به جای او نمی‌نشستم. در روم بودم که دائی من بندوی به تیسفون برگشت و پدرم را بدون نظر و اجازهٔ من بکشت. بعد از اینکه قدرت یافتم، من بندوی را بخاطر قتل پدرم کشتم.
دوم، من تو و برادرانت را در خانه نگهداشتم تا ادب آموزید و در کار ادارهٔ کشور شایسته شوید. بر شما ادب لازم بود نه لهو و لعب. بر شما اجری تمام داشتم. هر چه که برای شما از خوردنی و پوشیدنی و لوازم شایسته بود، فراهم کردم. اگر اجازهٔ ازدواج و فرزند داشتن را ندادم، بخاطر این بود که منجمان گفته بودند، از اهل بیت تو و فرزندان تو فرزندی آید که مُلک عجم، به دست او نابود خواهد شد. من خواستم تا من زنده باشم، این نسل نیاید.
منجمان دربار مولود ترا گفته بودند و خط منجمان هنوز در نزد من است و پیش شیرین (همسر خسرو پرویز) نهاده‌ام. اگر خودخواهی ببینی، از شیرین این خط را بخواه. بر من چنان واجب کردند که ترا باید بکشم و نوشته‌بودند که تو شاهی از من بستانی ولی من تو را نکشتم، از بهر مهر فرزندی. دیگر آنکه دانستم که قضای خدای تعالی را کس نتواند گردانیدن و بخاطر شفقت پدری از رسیدن ملک به تو دریغ نکردم.
سوم، بیست هزار مرد سپاهی‌ای که کشتم، بخاطر این بود که سی سال به ایشان اجری و طعام داده‌بودم تا روزی با دشمن من جنگ کنند، چنان‌که به ایشان احتیاج من افتاد، از محل جنگ فرار کردند و حقوق من را نشناختند. خون ایشان به حکم سیاست حلال باشد.
چهارم، من کسی را در زندان نکشتم مگر اینکه کشتن بر او واجب بود. تو نخست قصهٔ گناهان ایشان را بخوان تا بدانی لایق کشتن بوده‌اند یا نه. آنچه گفتی که مال بسیار اندوخته‌ام، بدان که هیچ ملک را بی‌سپاه نمی‌توان داشت و سپاه بدون مال نتوان داشت و توانگری سپاه، سبب عزت ملک بود و توانگری ملک، قوت دل سپاه بود و قوت سپاه، سبب آبادانی ملک و ملکان دیگر از وی ترسند و به پادشاهی او نتوانند آمد و چنین شاهی هر چه خواست می‌تواند بکند. ملک درویش را هیچ مقداری نباشد.
پنجم، آنچه از بهر زنان گفتی که لذت مردان از ایشان بازداشتم. بدان که من به ایشان نعمت و کامرانی و مال بسیار بخشیدم که ایشان هیچ مرد دیگری را بر من ترجیح ندهند و هر سال به شیرین (همسر خسرو پرویز) گفتم همه را گرد آورده و هر کس که می‌خواهد به شوهر رود را جهاز داده، از حرمسرای من خارج شود. اگر امروز من هلاک شوم و ایشان شوهر کنند، بخاطر زیادی نعمتی که من به ایشان دادم، باز زندگی‌ای که با من داشتند را بیشتر دوست دارند.
ششم، خراج و مالیات امری واجب است. این نه بدعت است که من آورده‌ام. این خراج را انوشیروان شاه دادگر، بنیان نهاد که شاه را از خراج چاره نیست. کسی که مالیات نمی‌دهد، برای خود جمع می‌کند و بر پادشاه حق است که جان او بستاند چون ویرانی بیت‌المال خواستهٔ او بوده‌است. من دو روز در ماه، به داد و شکایات مردم می‌رسیدم. هر کس که پیش من نیامد و داد نخواست، او خود بر خویشتن ستم کرد، نه من بر وی.
هفتم، آنچه گفتی حق پادشاه روم، موریکیوس نشناختم. اگر مرا سپاه داد و با من پسر فرستاد و دخترش مریم را به من داد، چنان‌که بهرام چوبین هزیمت کرد و من به شاهی برگشتم، چندان مال و نعمت به شاه روم دادم که هرگز چشم وی ندیده بود و نه بدان اندیشیده‌بود و به پسرش چنان مال دادم که متحیر بماند. چلیپا (صلیب راستین) را از آن جهت، به غنیمت گرفتم که نشان چیرگی من، بر آن‌ها باشد و ایشان ذلیل و مقهور باشند. تو نیز این غنیمت را به آنها، باز پس نده چون نشان چیرگی آنها، بر مملکت تو خواهدشد.
هشتم، در مورد قصد کشتن پسر شهریار (پسر خسرو پرویز)، یزدجرد، (یزدگرد سوم) همان‌طور که گفتم منجمان به من گفته بودند که از فرزندان تو فرزندی آید که ملک عجم را نابود کند و به دست عربان اندازد. علامتی گفته بودند که این علامت را در بدن یزدگرد بدیدم و واجب شد که او را بکشم که شومتر از این فرزند که ملک چندین سالهٔ پدر، از دست او برود، هرگز بر روی زمین زائیده نشده‌است.
نهم، من نعمان بن منذر را به بخاطر زن ندادنش نکشتم. او را از بهر صیانت مُلک کشتم و نگاه داشتن ملک بر اهل بیت خویش، و بدین معنی کردم، و جایی که تهمت کردن مُلک بُوَد، آنجا هیچ حقی را جای نماند.
روایت دیگر: من، نعمان را نه بخاطر زن ندادنش به من کشتم نه بخاطر دروغ‌های دبیر. آن وقت که از دست بهرام چوبین گریختم و به روم رفتم، راهبی را دیدم که گفت این ملک از خاندان ما برود و به‌دست مردی بزرگ از عرب بیفتد و نگفت که آن مرد کیست و من چون در بین اعراب از نعمان بن منذر کسی بلندپایه‌تر نمی‌شناختم، بدلم آمد که این عرب او بود و بهانه جستم و او را جهت نجات کشور کشتم، تا ملک را برای خاندان و اهل بیت خویش حفظ کرده‌باشم.
توضیح: خسرو پرویز بر نعمان بن منذر، واپسین شاه، خاندان لخمی بدگمان شد و او را کشت و به روایتی در زیر پای فیل افکند. خاندان لخمی پیروان ساسانیان و مدافع منافع شاهان ساسانی، در منطقهٔ بین‌النهرین یا عراق امروزی محسوب می‌شدند. (تاریخ و فرهنگ ایران. جلد اول، ص ۲۸۷)
من این همه که کردم، به حجت کردم. اکنون می‌دانم که کار من به کرانه رسیده‌است و روزگار من تباه شده، ولیکن خواستم ترا آگاه کنم که من را بیهوده ملامت نکنی. مرا بر تو دل همی سوزد که چون تو مرا بکشی، از ملک من نخوری، که همهٔ خلق جهان و همهٔ دین‌ها متفق‌اند که هر کس پدر بکشد، میراث پدر بر وی حرام شود و اگر بگیرد، از آن برنخورد.
فرستاده برگشت و دفاعیات خسرو را به شیرویه گفت. شیرویه بگریست و از کشتن پدر در رنج شد به بزرگان گفت که هر چه ما پنداشتیم که او خطا کرده‌است، همه را دلیل و حجت آورده، ریختن خون او حلال نیست. سپاهیان گفتند، یک کشور نمی‌تواند دو پادشاه داشته باشد. میان رعیت اکثریت با کسانی است که پدرت را می‌خواهند اگر تو او را نکشی، ما او را پادشاه کنیم و پادشاهی بدو باز دهیم، از بهر آنکه مردمان از تو فرمان نبرند و حیلت انگیزند و نخواهند گذاشت که تو پادشاهی کنی و چون پادشاهی به او بازدهند، تو دانی که او در کشتن تو با کسی مشورت نکند و نگذارد که بر تو یک روز بگذرد تا ترا نکشد.
شیرویه دستور هلاک خسرو را داد و مهرهرمزد پسر مردانشاه، کار او را آخر کرد و پیش شیرویه آمد و گفت او را کشتم. شیرویه گریستن گرفت و آن روز تا شب می‌گریست.